# Pierre Favre (jazzdrummer)

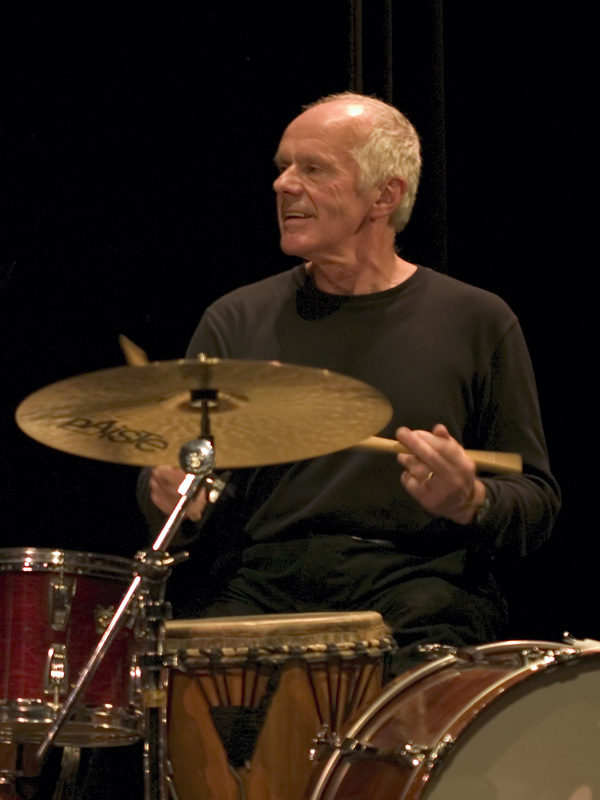
Pierre Favre in oktober 2005.

Pierre Favre (Le Locle, 2 juni 1937) is een Zwitserse jazz-drummer en percussionist. Hij is onder meer actief in free jazz en nam voor ECM verschillende albums op.

## Biografie
Toen hij vijftien was begon hij als autodidact drums te spelen. Een paar jaar later trad hij al op als beroepsmusicus. In de jaren vijftig speelde hij met onder meer Lil Hardin Armstrong en Albert Nicholas en in de jaren zestig met bijvoorbeeld Bud Powell en Benny Bailey. Ook werkte hij voor Paiste, waar hij meehielp bij de ontwikkeling van cimbalen. Hier ontwikkelde hij een nieuwe, melodieuze conceptie van de percussie en dat werkte uiteindelijk door in zijn drumspel: het drumstel werd steeds meer een zelfstandig geluidsinstrument. Dit is te horen in zijn spel met zijn trio (later kwartet) met de pianiste Irene Schweizer. Eind jaren zestig speelde hij met Peter Brötzmann, John Stevens en Manfred Schoof. Later begon hij ook samen te werken met hedendaags klassieke musici. 
Vanaf 1976 begon hij ook in solo-concerten op te treden. Daarnaast begon hij in 1978 een percussie-ensemble met daarin bijvoorbeeld Nana Vasconcelos en Paul Motion, waarmee hij een plaat voor ECM maakte, "Singing Drums". Tegenwoordig begeleidt hij vaak de danser Michel Casanovas en heeft hij een duo, met de tuba- en serpent-speler Michel Godard of pipa-speelster Yang Jing. Bovendien heeft hij een grotere groep, het Pierre Favre Ensemble, waarin onder meer Godard en de harpiste Hélène Breschand spelen.

## Discografie (selectie)
- Singing Drums (Pierre Favre Ensemble), ECM, 1985
- De la nuit...le jour, ECM, 1991
- Souffles (Pierre favre's Singing Drums), Intakt, 1997
- Punctus (met Tino Tracanna), Splasc(H) Records, 2001
- Fleuve, ECM, 2007